# Gobierno de Transnistria
El Gobierno de la República Moldava Pridnestroviana es la dirección organizada política de la no reconocida, pero independiente de facto, República Moldava Pridnestroviana, más conocida como Transnistria.

## Rama ejecutiva
El instituto de gobierno y el cargo de Primer ministro de Transnistria se presentaron el 1 de enero de 2012 de acuerdo con las enmiendas hechas a la Constitución de Transdniestrian en junio de 2011. Hasta el 1 de enero de 2012, el Gabinete de Ministros del PMR estaba formado por el presidente del PMR para ejercer sus poderes como el jefe ejecutivo de la república. Los ministros estaban directamente subordinados al jefe del estado de Transnistria. De acuerdo con las enmiendas, el gobierno, que incluye al Presidente del Gobierno, sus diputados, ministros y jefes de las administraciones estatales de las ciudades y regiones, se convierte en el máximo órgano ejecutivo del PMR.

## Gabinete actual

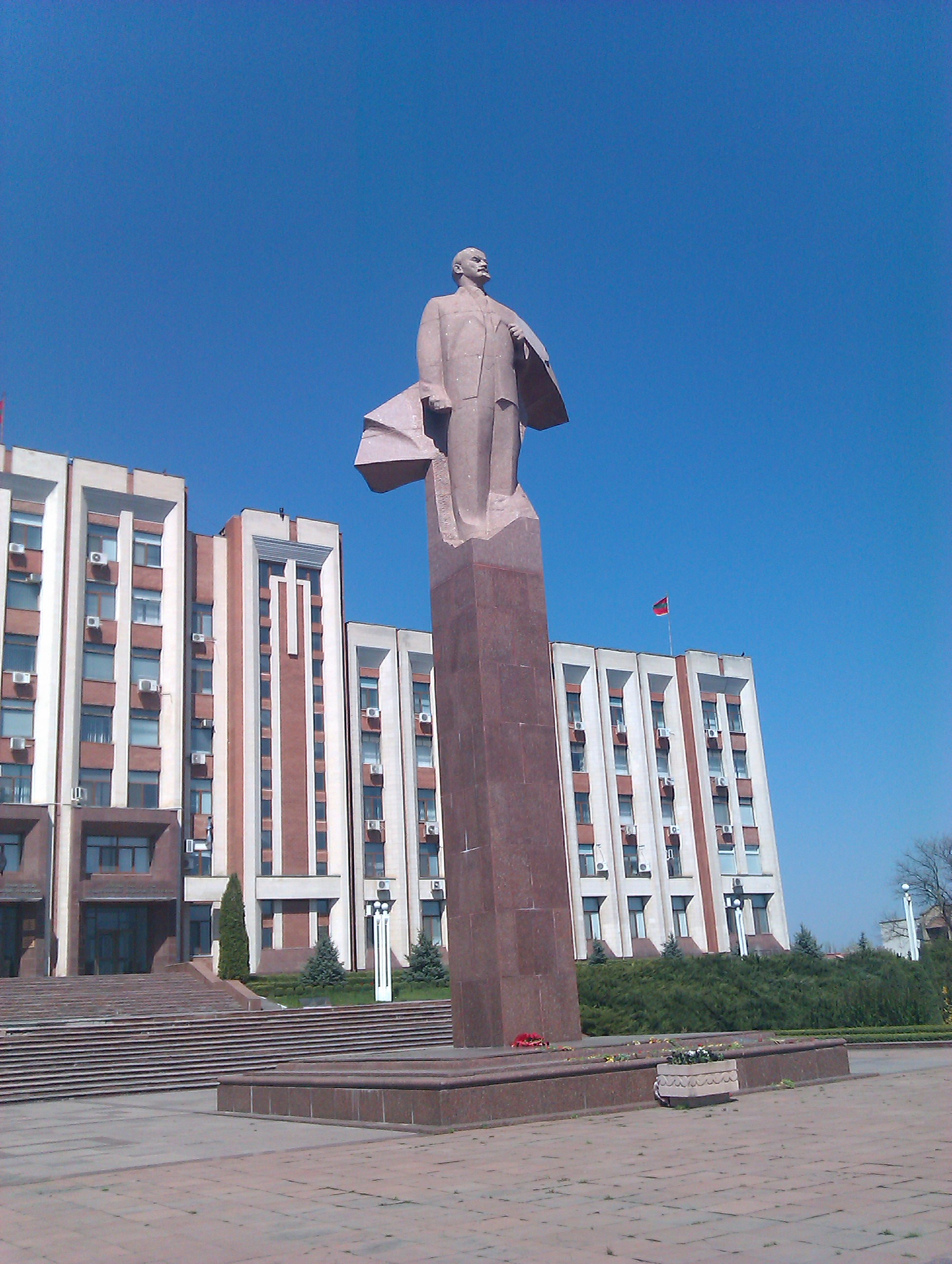
Estatua de Lenin frente al Soviet Supremo en Tiraspol.

| Cartera | Titular                          |
| --- | -------------------------------- |
| Primer ministro | Aleksandr Vladimirovich Martynov |
| Primer Vice primer ministro de Finanzas                                                                                      | Tatyana Kirova                   |
| Vice primer ministro de Desarrollo Económico                                                                                 | Sergey Anatolyevich Obolonik     |
| Vice primer ministro de Reglamentación Jurídica e Interacción con las Autoridades Estatales - Jefe de la Oficina de Gobierno | Stanislav Mikhaylovich Kasap     |
| Vice primer ministro | Aleksey Alekseevich Tsurkan      |
| Ministro de Asuntos Internos                                                                                                 | Ruslan Petrovich Mova            |
| Ministro de Defensa | Oleg Aleksandrovich Obruchkov    |
| Ministro de Justicia | Aleksandra Iosifovna Tumba       |
| Ministro de Asuntos Exteriores                                                                                               | Vitaliy Viktorovich Ignatyev     |
| Ministro de Trabajo y Seguridad Social                                                                                       | Elena Nikolaevna Kulichenko      |
| Ministro de Agricultura y Recursos Naturales                                                                                 | Efimiy Mikhaylovich Koval        |
| Ministro de Sanidad | Andrey Ivanovich Guranda         |
| Ministro de Educación | Tatyana Gennadyevna Loginova     |

Fuente: Gobierno de Transnistria

## Rama legislativa
El Consejo Supremo o Soviet Supremo es el parlamento de la República Moldava Pridnestroviana.